# Otmar Pellegrini
Otmar Pellegrini (nacido en Pavón Arriba el 14 de mayo de 1949) es un exfutbolista argentino. Jugaba como delantero y debutó profesionalmente en Rosario Central.

## Carrera
Su primer partido fue el 9 de marzo de 1969 ante Atlanta, en cotejo válido por la tercera fecha del Metropolitano. Correspondió un triunfo para el canalla por 2-0 (goles de Roberto Gramajo y Miguel Bustos). Durante dicho torneo disputó otros cuatro encuentros y marcó un gol, ante Colón el 29 de junio (victoria 3-1).
Las pocas oportunidades para jugar en primera derivaron en un traspaso a Banfield, club en el que jugó entre 1970 y 1971. A mediados de este último año pasó al fútbol francés, fichando por Olympique Avignon, equipo de la Segunda División. Allí marcó 37 goles en tres temporadas, con buenos rendimientos de su equipo en la liga y siendo semifinalista de la Copa de Francia en la temporada 1972-73. Continuó su carrera en Stuttgarter Kickers, equipo de la 2. Bundesliga. Marcó 2 goles en 14 partidos.
Para el Nacional 1975 retornó a Rosario Central. Compartió delantera con Mario Kempes y convirtió 6 goles en 17 partidos.
En 1976 tuvo un breve paso por Junior de Barranquilla, retornando al fútbol francés a mediados de 1978. En tres temporadas vistió las casacas de tres equipos de segunda: Angoulême, AS Béziers y Martigues.
En la temporada 1990-91 entrenó a Sète.

## Clubes
| Club                | País      | Año       |
| ------------------- | --------- | --------- |
| Rosario Central     | Argentina | 1969      |
| Banfield            | Argentina | 1970-1971 |
| Olympique Avignon   | Francia   | 1971-1974 |
| Stuttgarter Kickers | Alemania  | 1975      |
| Rosario Central     | Argentina | 1975      |
| Junior              | Colombia  | 1976      |
| Angouleme           | Francia   | 1978-1979 |
| AS Béziers          | Francia   | 1979-1980 |
| Martigues           | Francia   | 1980-1981 |